# Bernried am Starnberger See
Pour les articles homonymes, voir Bernried.
Bernried am Starnberger See est une commune allemande de Bavière, située dans l'arrondissement de Weilheim-Schongau, dans le district de Haute-Bavière.

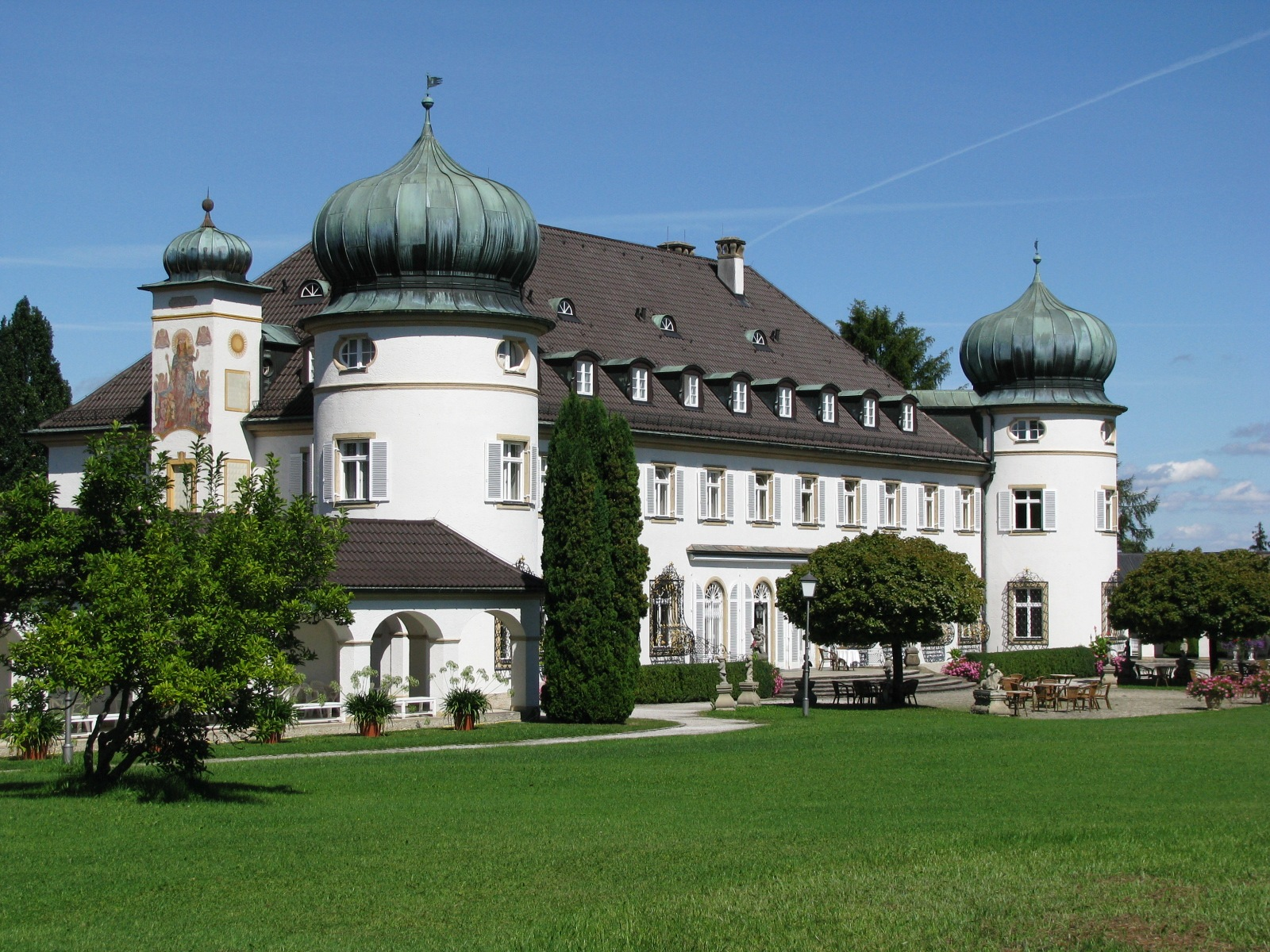
Château d'Höhenried.

Bernried am Starnberger See est jumelé depuis 1991 avec la commune de Samoreau en France.